# بلدية فالشوبنغ
بلدية فالشوبنغ (السويدية: Falköpings kommun) هي بلدية تقع في  مقاطعة فسترا يوتالاند في غرب السويد. مركز البلدية يقع في بلدة فالشوبنغ.

## توأمة
لبلدية فالشوبنغ اتفاقيات توأمة مع كل من:
- Kokemäki [الإنجليزية]‏
- هوبرو
- بلدية سيغولدا
- فونتانيلاتو (2004 -)[8]

## وصلات خارجية
- الموقع الرسمي للبلدية فالشوبنغ Falköping Municipality

إحداثيات: 58°10′N 13°33′E / 58.167°N 13.550°E